# 영릉 (고려 충혜왕)
영릉(永陵)은 고려 제28대 충혜왕의 능이다. 현재 정확한 위치는 알 수 없다.